# Roquesteron
Roquesteron är en kommun i departementet Alpes-Maritimes i regionen Provence-Alpes-Côte d'Azur i sydöstra Frankrike. Kommunen ligger  i kantonen Roquesteron som ligger i arrondissementet Nice. År 2022 hade Roquesteron 557 invånare.

## Befolkningsutveckling
Antalet invånare i kommunen Roquesteron
Referens: INSEE

## Galleri

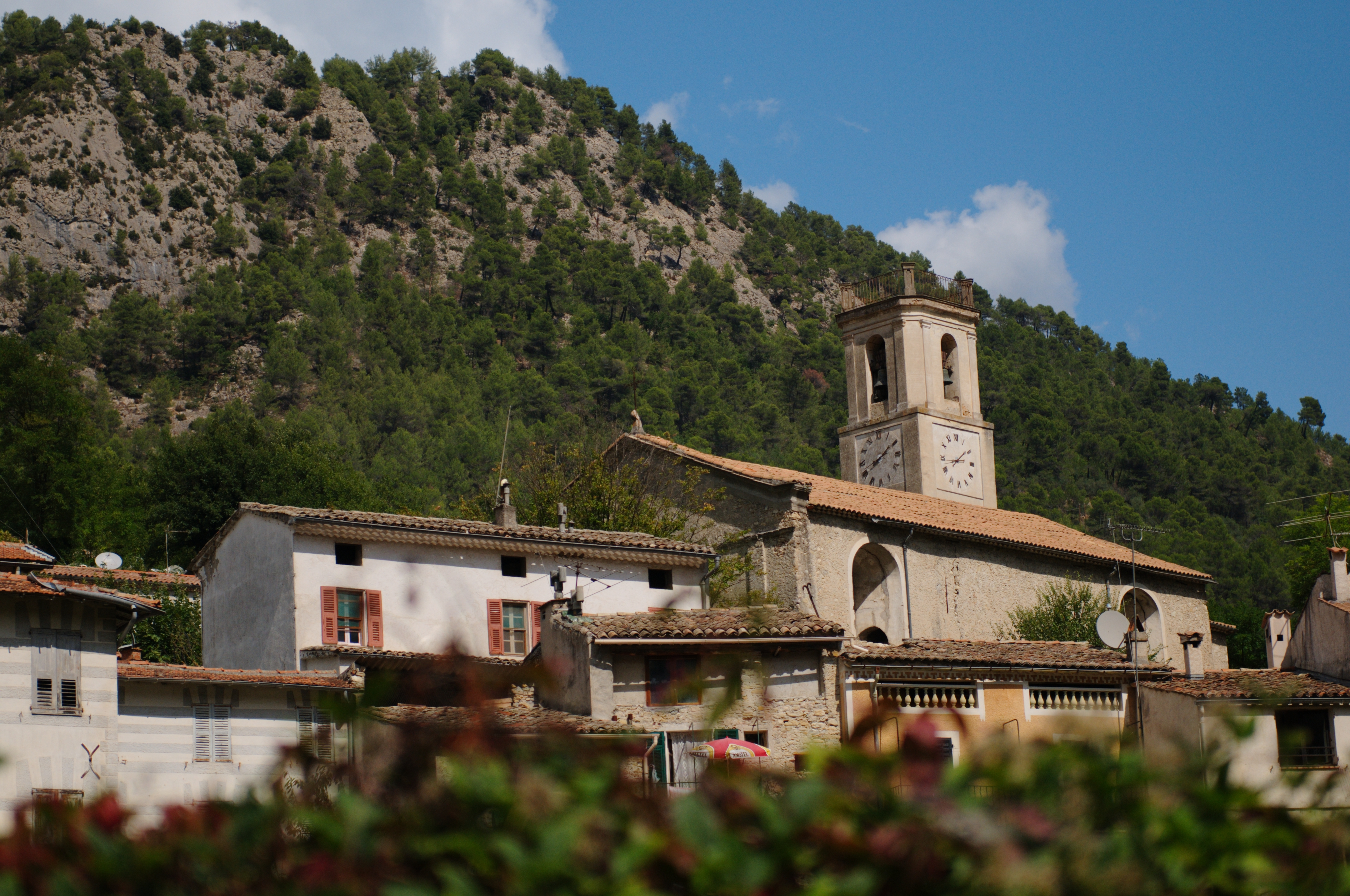